# Лесное (линейный корабль, 1811)
«Лесное» или «Лесной» — парусный 74-пушечный линейный корабль Черноморского флота Российской империи.

## Описание корабля
Один из одиннадцати парусных линейных кораблей типа «Анапа», строившихся в Николаеве и Херсоне с 1806 по 1818 год. Длина корабля составляла 54,9 метра, ширина по сведениям из различных источников от 14,5 до 14,7 метра, а осадка от 6,5 до 6,6 метра. Артиллерийское вооружение корабля состояло из 74 орудий.
Был назван в память о победе над шведами в битве у деревни Лесное.

## История службы
Корабль «Лесное» был заложен в Николаеве и после спуска на воду вошел в состав Черноморского флота. В 1811 году перешёл из Николаева в Севастополь.
В 1812 году выходил на Севастопольский рейд для обучения экипажа. В составе эскадр находился в практических плаваниях в Чёрном море в 1813, 1814, 1816 и 1821 годах.
В 1825 году корабль «Лесное» переоборудован в блокшив.

## Командиры корабля
Командирами линейного корабля «Лесное» в разное время служили:
- М. С. Микрюков (1812—1816 годы);
- В. М. Михайлов (1821 год).